# Wangerooger Inselbahn

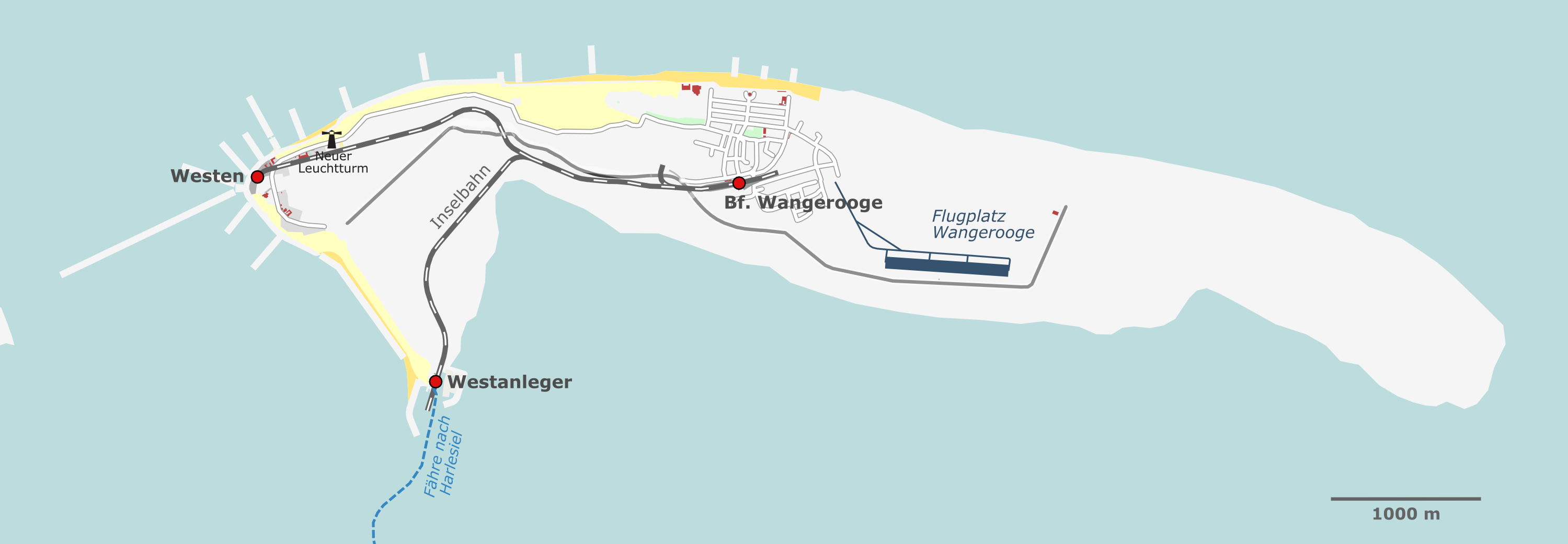
Karta

Wangerooger Inselbahn är en tysk icke-elektrifierad smalspårig järnväg med 1000 mm spårvidd på den östfrisiska ön Wangerooge. 

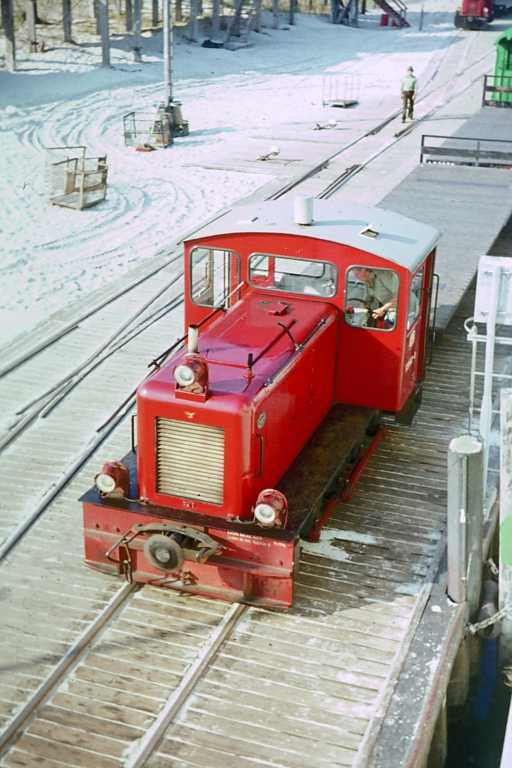
Diesellok av typ Baureihe 329 vid Wangeroogepiren, 1983

## Historik
Wangerooger Inselbahn invigdes 1897 och drevs då av "Grossherzoglich Oldenburgische Eisenbahn". Den började direkt med ånglokomotiv och inte som hästdrivna som på många av de angränsande öarna. Linjen gick från en nybyggd pir på den sydvästra delen av ön till byn Wangerooge, eller Inseldorf,  mitt på ön. Tåget tog 20 minuter för att avverka denna sträcka på 3,5 kilometer.
En 1,9 kilometer lång sidolinje byggdes 1901 från Saline, ungefär på halva sträckan, till ett ställe på västra delen av ön, där det fanns en militärbas. År 1905 anlades en andra pir, Östra piren, eller Ostanleger, och ett 5,4 kilometer långt spår länkade denna till Inseldorf. En större station anlades samtidigt 1906 i byn Wangeroogers södra utkant. 
År 1920 övertogs järnvägen till Deutsche Reichsbahn, efter det att delstatsjärnvägarna sammanslagits till en nationell järnväg. 
Under andra världskriget hade Wangerooge åter strategisk betydelse, eftersom ön ligger nära floden Wesers mynning och flottbasen Wilhelmshaven. Vid ett flyganfall skadades järnvägen, men denna reparerades efter kriget. År 1952 införde Deutsche Bundesbahn, som då ansvarade för driften, diesellokomotiv, av vilka det första var ett Gmeinder-lokomotiv, och omkring 1957 var dieseldriften  helt genomförd. År 1955 inköptes en liten busslik dressin. 
Under några år efter andra världskriget var antalet besökare som anlände via den Östra piren betydande, på grund av att den tidigare populära semesterön Helgoland förblev ockuperad av Storbritannien och inte tillgänglig för turism. Från 1952 var Helgoland åter tillgängligt för tyskar, varför trafiken på den östra bandelen till Östra piren minskade. År 1958 revs Östra piren och också den östra bandelen. Kvar var omkring 200 meter spår från förgreningen, vilka använd för växlingsarbete.
År 1999 köpte Deutsche Bahn två diesellok från Schöma (DBAG Class 399), vilka har använts sedan dess för att dra passagerartågen. De fyra äldsta dieselloken av Baureihe 399 kunde därför avföras.

## Trafik idag
Wangerooger Inselbahn är idag Deutsche Bahns enda smalspåriga järnväg. Den saknar konkurrens med annan transportverksamhet på ön och används av omkring 200.000 besökare om året. Som mest reser 1 500 passagerare med tåget under en dag åt vardera hållet.
Spåren på huvudsträckan ligger på en bädd av ballast, vilken anlades 1995 och 2005 som en del av upprustningsprogrammet, medan spår på sidosträckor fortfarande har en bädd av sand och grus. Högsta hastighet är fortfarande bara 20 km/timme.

## Lokomotiv och vagnar
Över en period av 100 år har Wangerooge Inselbahn haft elva ånglok, åtta diesellok, en rälsbuss och två dressiner. Därutöver har det funnits fordon från den tyska marinen under andra världskriget. Wangerooge Inselbahn har också använt två- och fyraxlade tankvagnar, öppna och täckta personvagnar samt flakvagnar för gods.
Ett ånglokomotiv ur Baureihe 99 har bevarats som minnesmärke i Wangerooge.

## Bildgalleri

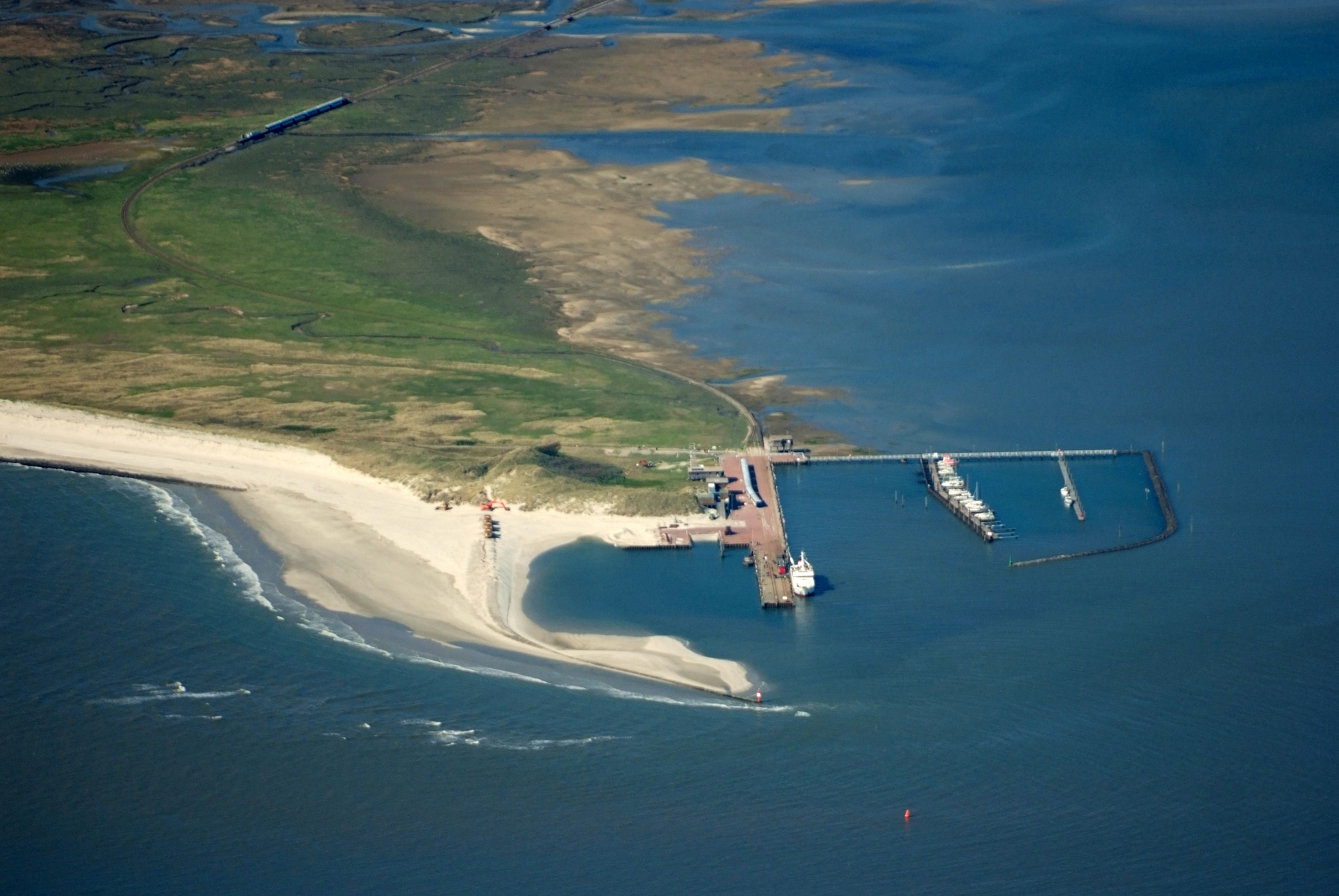
Inselbahn och Wangeroogerpiren
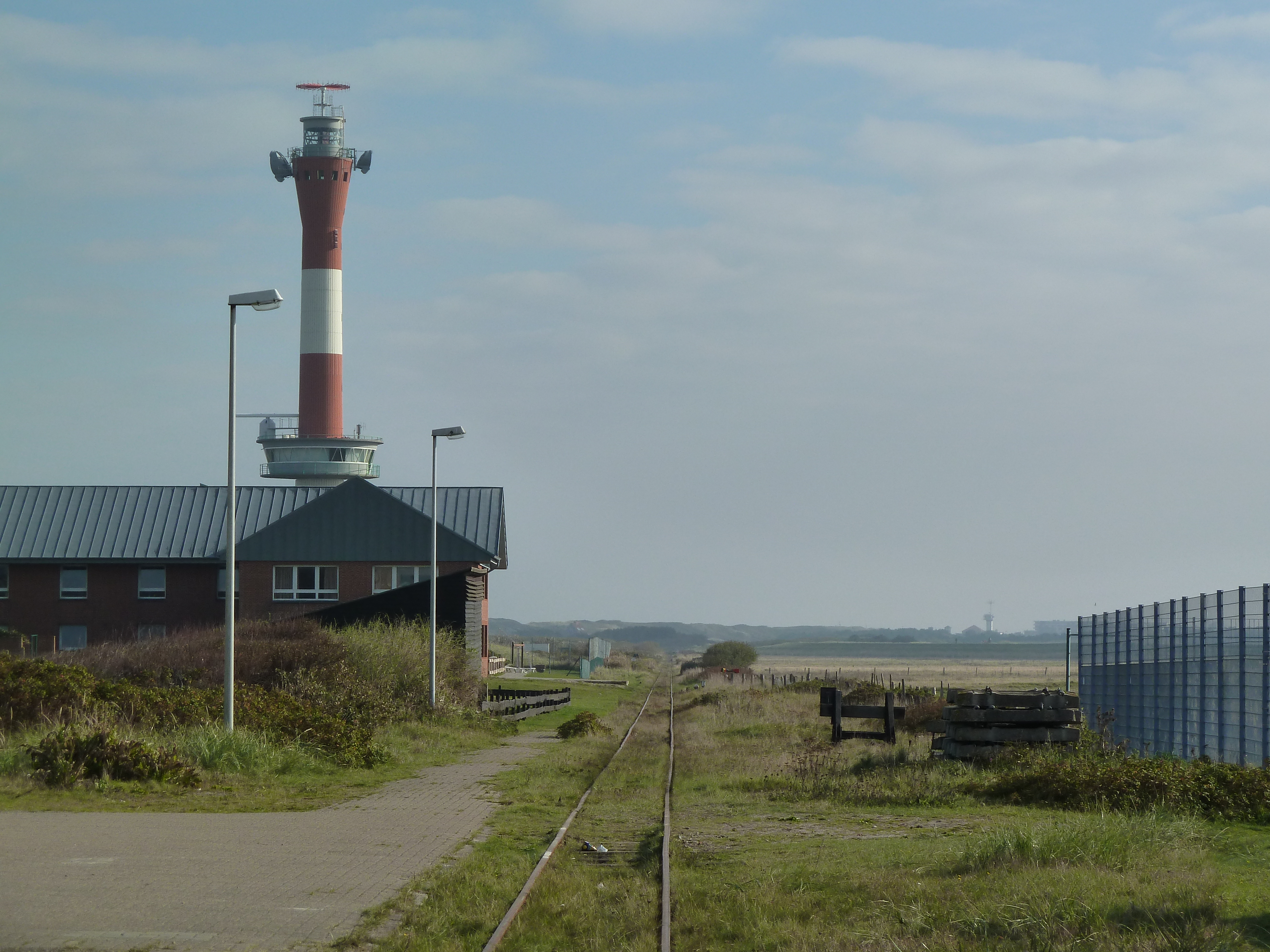
Bahhof Westen
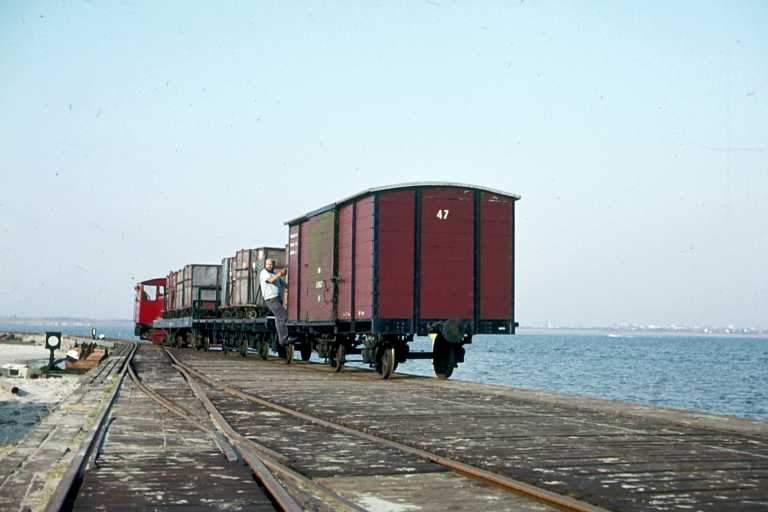
Godståg på Wangerooger Inselbahn
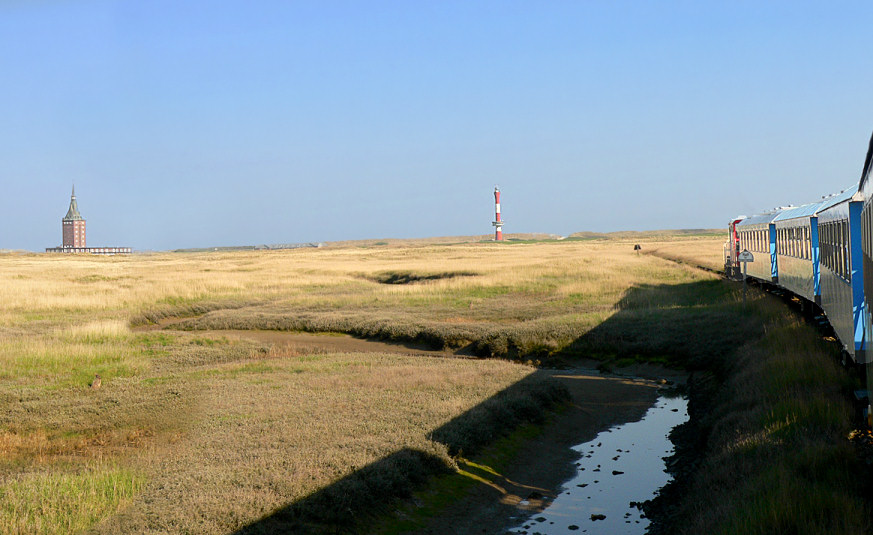
Banan till Inseldorf
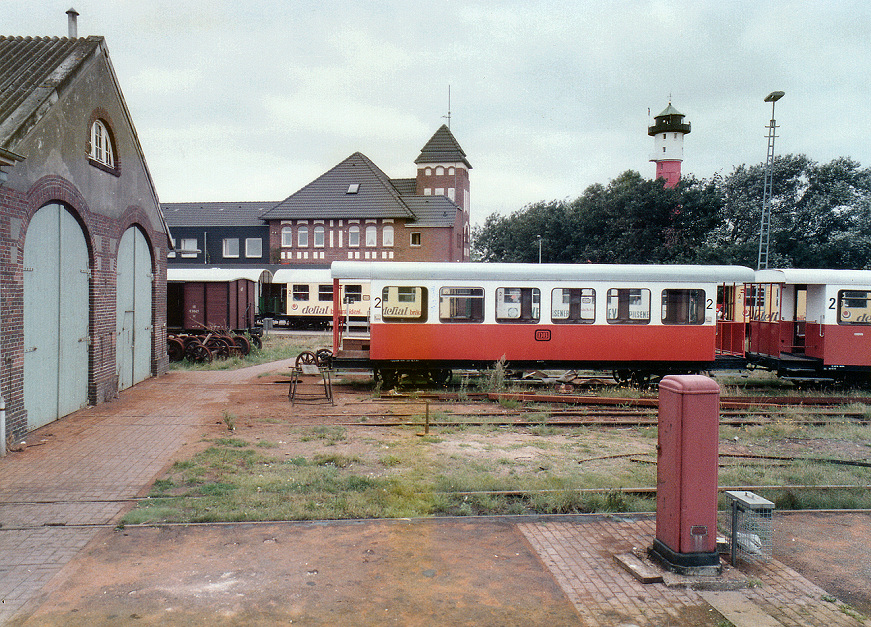
Station och lokstall, 1984
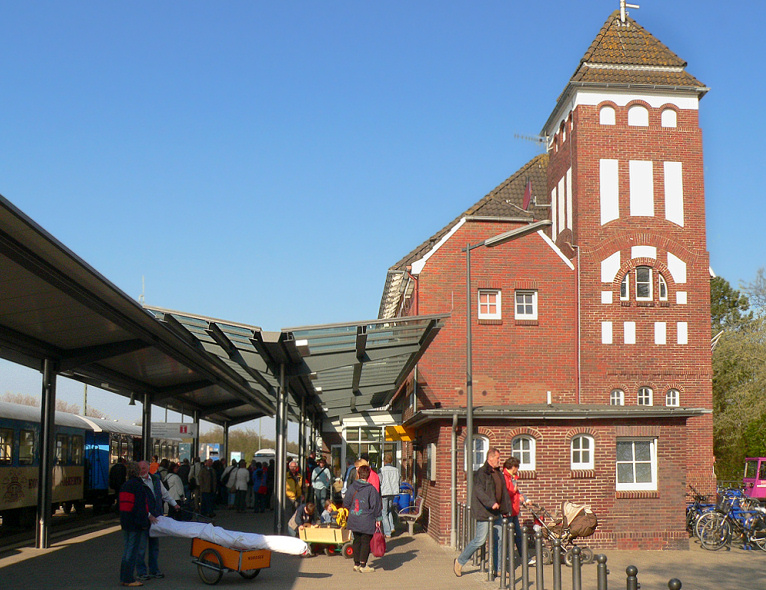
Inseldorfs station
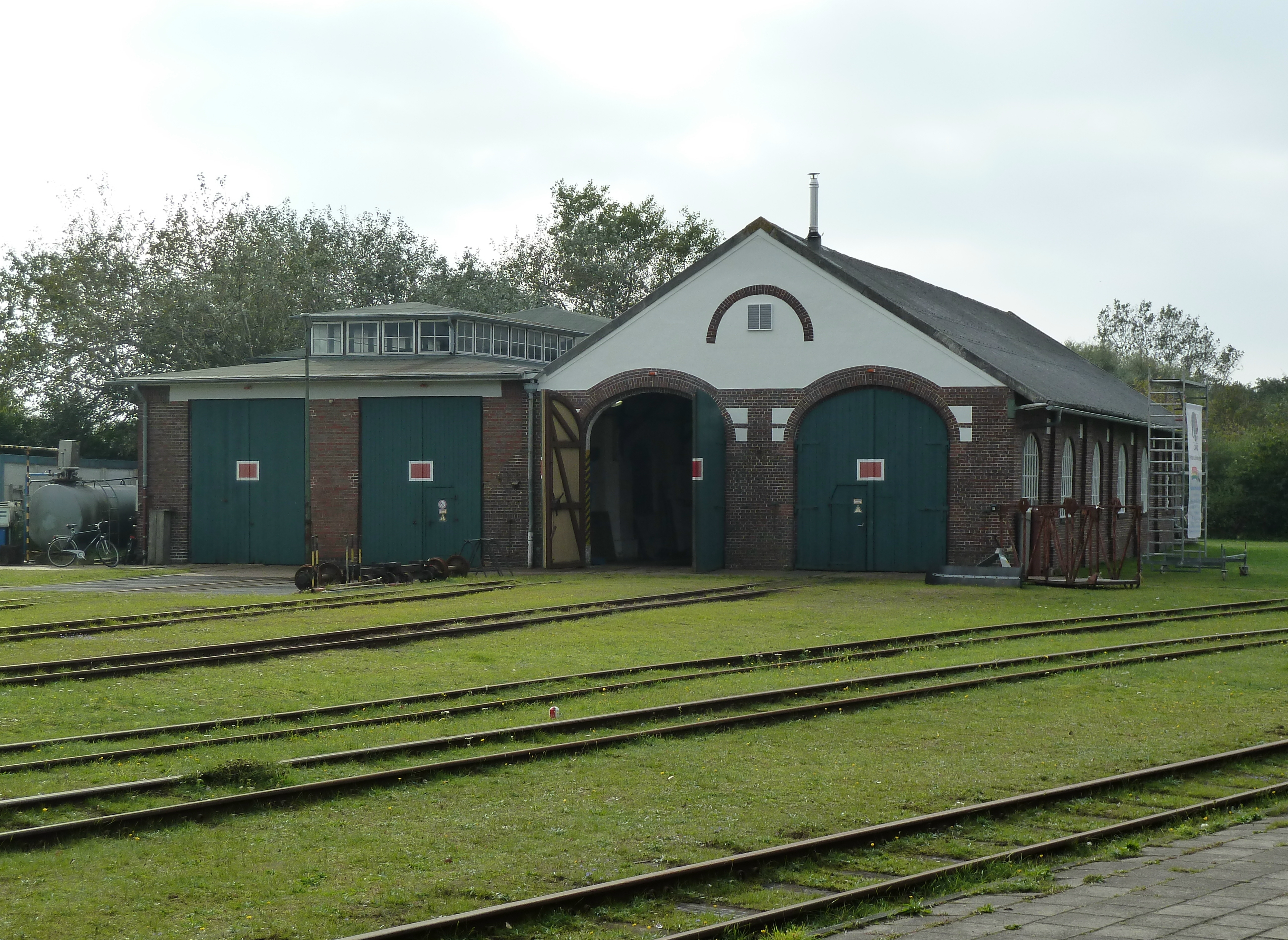
Lokstallet i Inseldorf
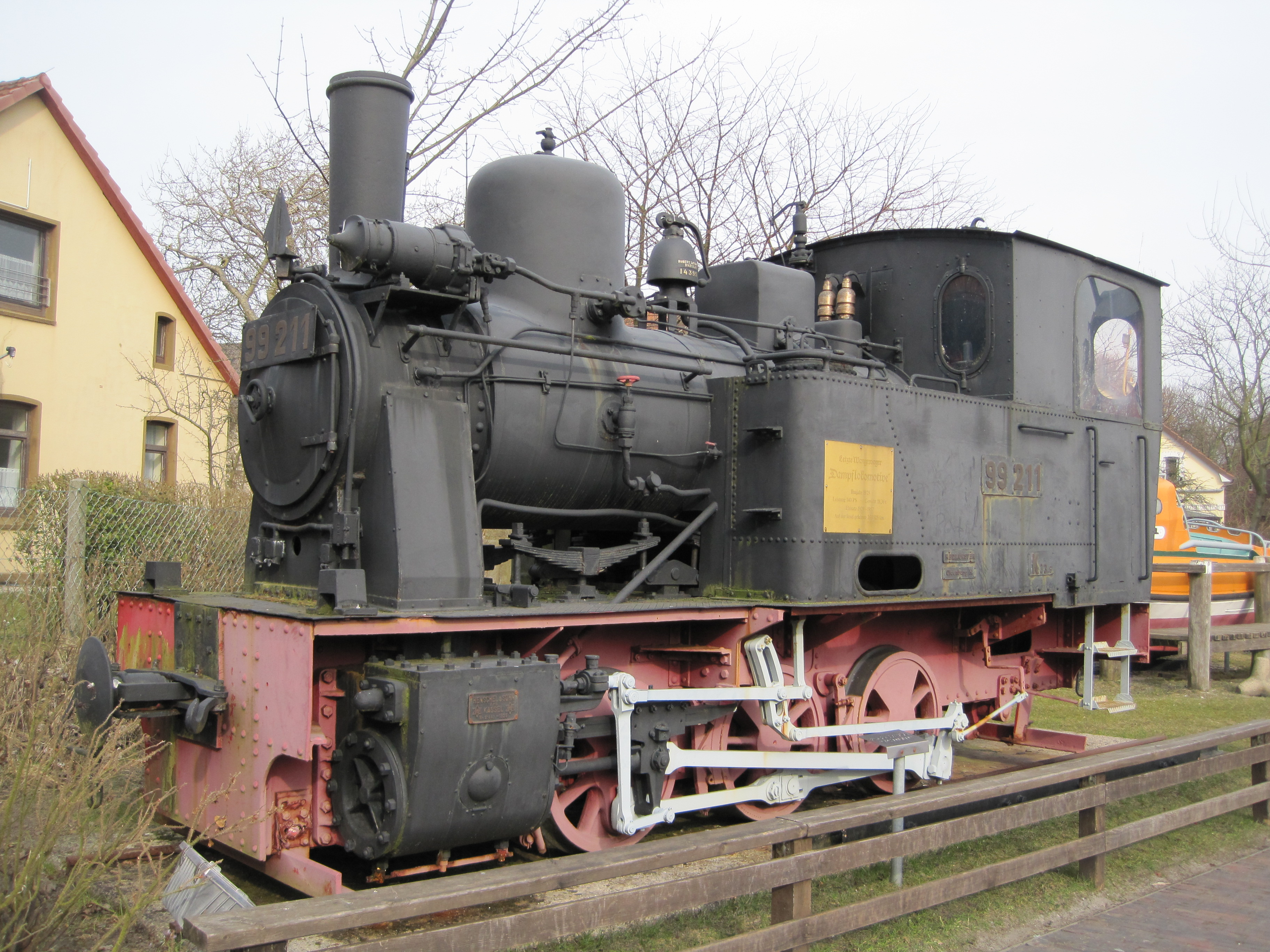
Minnesmärket, lokomotiv 99 211, 2010